# Henri Tracol
Henri Tracol, né le 28 janvier 1909 à Paris et mort le 15 août 1997 à Cavaillon, est un reporter photographique et ethnographique.

## Biographie
Il était l'un des deux fils de André Tracol (1866 - ???), violoniste (et chef d'orchestre) à l'orchestre de l'Opéra de Paris, et d'une petite-fille du géographe Élisée Reclus. Il fut journaliste (au périodique Vu), photographe (et a effectué des reportages sur la guerre d'Espagne) et ethnologue (il a réalisé pour le compte du Musée de l'Homme un certain nombre de reportages en Amérique du Sud).
Il devint l'un des dirigeants, aux côtés de Madame Jeanne de Salzmann, d'un groupe fondé en France par le philosophe caucasien Georges Gurdjieff.

Il a participé à la traduction en français des principaux ouvrages de Gurdjieff.

Pendant ses moments de liberté, il s'adonnait aussi à la sculpture.
Il est l'auteur du livre Pourquoi dors-tu Seigneur ?, qui est devenu dans sa réédition augmentée La vraie question demeure (Éditions Éoliennes, 1996).